# ژان-فرانسوا لو سیور
ژان-فرانسوا لو سیور (فرانسوی: Jean-François Le Sueur‎؛ فرانسوی: [ʒɑ̃ fʁɑ̃swa lə sɥœʁ]؛ ۱۵ فوریهٔ ۱۷۶۰ – ۶ اکتبر ۱۸۳۷) یک آهنگساز اهل فرانسه بود.
او موسیقی را در کلیسای امیان آموخت و شهرتش به سبب اپراها و اوراتوریوهایش است.
وی بابت فعالیت‌های هنری‌اش، نشان لژیون دونور دریافت نمود.